# Fredrik I av Österrike
Fredrik I av Österrike, död 1198, var en österrikisk monark. Han var regerande hertig av Österrike 1195–1198.